# Anosia albonotata
Anosia albonotata är en fjärilsart som beskrevs av Francis Gard Howarth 1962. Anosia albonotata ingår i släktet Anosia och familjen praktfjärilar. Inga underarter finns listade i Catalogue of Life.